# کون‌ماداراش
کون‌ماداراش (به مجاری:  Kunmadaras) یک منطقهٔ مسکونی در مجارستان است که در ناحیه کارتساگ واقع شده‌است. کون‌ماداراش ۱۵۳٫۶۴ کیلومتر مربع مساحت و ۵٬۵۰۷ نفر جمعیت دارد.